# Virágfürdő
A kaposvári Virágfürdő (régebben Kaposvári Uszoda és Gyógyfürdő, Kaposvári Termál- és Strandfürdő) a Dunántúl legnagyobb egybefüggő vízfelületű élményfürdője, fedett és nyitott medencékkel is rendelkező uszoda, valamint gyógyvízzel ellátott termálfürdő.

## Története
Kaposváron a régi városi strandfürdő területén 1967-ben gyógyvizet tártak föl. Több kút hozza fel 671-1084 méteres mélységből az 51-55 °C-os hévizet. A kaposvári gyógyvíz alkáli-kloridos és hidrogén-karbonátos hévíz, amely metakovasavat, valamint bromid-, jodid- és fluorid-iont is tartalmaz. A víz összes oldott ásványianyag-tartalma 1,85–3,15 g/l. Fürdőkúraként mozgásszervi megbetegedések, reumatikus bántalmak, trombózis utáni állapot, izomhúzódás, izomgyengeség gyógykezelésére, csonttörések, porcsérülések és baleseti sérülések utókezelésére alkalmas, de eredményesen használható nőgyógyászati kezeléseknél is. Ivókúraként gyomor- és bélhurutra, valamint epebántalmakra alkalmazható.
A gyógyító hatású termálvízre alapozva épült ki a Kaposvári Városi Fürdő, amely a városközponttól 10-15 percnyire, a Kapos folyó melletti Jókai liget mellett található, 50000 m²-es parkosított területen. Az évtizedek óta üzemelő, fedett és nyitott medencékkel is rendelkező uszoda és termálfürdő nemrégiben kiegészült egy nyári szezonban üzemelő modern élményfürdővel és aquaparkkal. A gyönyörű környezetben fekvő új fürdőkomplexum, melyet Virágfürdő névre kereszteltek, már távolabbi fürdővendégeket is vonz a megyeszékhelyre. 
A Virágfürdő a Dunántúl legnagyobb egybefüggő, 3462 m² vízfelületű élményfürdője. A nyári szezonban 17-féle, összesen 46 db látványelemmel várja az érdeklődőket. Hátfalbefúvók, vízernyő, nyakzuhany, vízköpők, övzuhany, buzgárok, gejzírek, kamikaze csúszda, családi csúszda, anakonda, barlangcsúszda, fényjátékos piranha kamra, barlangvízesés, vízfüggöny, sodrófolyosó és vízgombák teszik élménnyé a fürdést. A gyermekek különálló gyermekmedencében fürödhetnek. Az élményfürdő mellett a Városi Fürdőben rendelkezésre áll egy 50 m-es, 8 pályás és egy 25 m-es, 5 pályás úszómedence, valamint a gyógyvízzel ellátott termálfürdő.

## Sportélet
A Virágfürdő az alábbi sportegyesületekkel áll kapcsolatban:
- Kaposvári Vízilabda Klub
- Kaposvári Vízügyi Sportklub
- Kaposvári Középület Kivitelező ADORJÁN SE
- Kaposvári Úszósport Egyesület
- Kapos Dynamic SE
- Kaposvári Atlétikai Club
- Kaposvári Sportközpont és Sportiskola

## A fürdő elérhetőségei
- 7400 Kaposvár, Csik Ferenc sétány 1.
- Telefon: +36-82-321-044
- Honlap: viragfurdo.hu